# Donat Đurđević
Donat Đurđević O.P. (tal. Donato de Giorgi, Georgio, Georgi, de Georgio, de Georgiis; Dubrovnik, 1428. – Dubrovnik, 1. prosinca 1492.) bio je prelat Katoličke Crkve koji je služio kao biskup trebinjsko-mrkanski od 1481. do 1492.

## Životopis
Donat je rođen u Dubrovniku, 1428. godine. Sin je Nikole Matova. U dječačkoj dobi stupio je u Dominikanski red. Godine 1445. poslan je na školovanje na Sveučilište u Padovi gdje je studirao filozofiju. Dana 24. srpnja 1448. upisao se na teološki fakultet gdje je ostavo, s manjim prekidima, do 1460. godine. Bakalaureatski ispit položio je 22. srpnja 1458., licencijat iz teologije 22. svibnja 1459. te doktorat 1. siječnja 1460. godine. U protokolu padovanskog sveučilišta je navedeno kako je obranio doktorat „uz najveće slavlje cijelog grada Padove”.
Nakon povratka u Dubrovnik, obnaša razne upravne dužnosti u dominikanskoj provinciji Dalmaciji. Zauzimao se za uvođenje strožega načina redovničkoga opsluživanja. Kao generalni vikar više je puta bio poglavar reformiranih samostana u Dalmaciji.  Od 1465. do 1467. bio je prior dubrovačkoga samostana, a 1470. je bio izabran za provincijala Dalmatinske provincije.Dva je puta bio delegat provincije u Vrhovnoj skupštini Dominikanskoga reda: u Avignonu (1470.) i u Rimu (1474.). U razdoblju od 1474. do 1477. godine bio je provincijal cijele provincije Dalmacije.
Dubrovački ga Senat, 31. kolovoza 1481., predlaže, a papa Siksto IV., 17. prosinca 1481., potvrđuje za trebinjsko-mrkanskoga biskupa. Senat je prethodno, 15. rujna, zatražio dopuštenje od vrhovnoga poglavara dominikanskog reda Salva Cassette. Za biskupa je posvećen 13. siječnja 1482. u rimskoj crkvi San Bernardo alle Terme. Glavni posvetitelj bio je barski nadbiskup Stjepan Teglatije, a suposvetitelji Andrija Jamometić i Juraj Divnić Kao biskup nastavio je stanovao u samostanu s ostalim redovnicima.
Ostavio je nekoliko rukopisnih djela, koja su vremenom izgubljena.
Umro je 1. prosinca 1492. u Dubrovniku. Pokopan je u crkvi sv. Dominika u Dubrovniku. Na sarkofagu, s isklesanim njegovim likom, u biskupskom ornatu nalazi se epitaf na latinskom:

QUI FUIT ISTIUS PRIOR ATQUE VICARIUS EDIS

ILLYRICE NEC NON RELIGIONIS APEX

HIC IACET ANTISTES TUUS, O MERCANA, TRIBUNI

SAXEA QUEM SIMILIS SCULPTA FIGURA

PREMIT QUEM PROBITAS VITE MERITO, QUEM SACRA FACULTAS

QUEM CELEBREM EXHIBUIT RELIGIONIS HONOS

HINC VIA DONATO PATUIT LATISSIMA COELO

CUI LICET ETERNI NUMINIS ORE FRUI, MCCCCLXXXXII.

### Knjige
- Krasić, Stjepan. 2023. Dubrovački dominikanci i Trebinjsko-mrkanska biskupija.   Puljić, Ivica; Marić, Marinko (ur.). Trebinjsko-mrkanska biskupija: Zbornik radova povodom obilježavanja 1000. obljetnice prvoga pisanog spomena Trebinjske biskupije i 700. obljetnice prvoga pisanog spomena Mrkanske biskupije. Trebinjsko-mrkanska biskupija. Mostar. str. 437–469
- Perić, Ratko. 2020. Kronotaksa trebinjsko-mrkanskih biskupa s nekim prijepornim pitanjima.   Krešić, Milenko (ur.). Trebinjsko-mrkanska biskupija za vrijeme posljednjeg biskupa ordinarija Nikole Ferića (1792.-1819.) i nakon njega. Teološko-katehetski institut u Mostaru. Mostar. str. 9–33

### Članci
- Krasić, Stjepan. 1993. Đurđević, Donat. Hrvatski biografski leksikon. Zagreb.  journal zahtijeva |journal= (pomoć)

### Mrežna sjedišta
- Bishop Donato de Giorgi, O.P. †. catholic-hierarchy.org (engleski). Pristupljeno 21. rujna 2022.
- Đurđević. www.enciklopedija.hr. Pristupljeno 21. rujna 2022.

| Titule u Katoličkoj Crkvi | Titule u Katoličkoj Crkvi              | Titule u Katoličkoj Crkvi |
| ------------------------- | -------------------------------------- | ------------------------- |
| prethodnik Vlaho          | Biskup trebinjsko-mrkanski 1481.–1492. | nasljednik Đuro Kružić    |